# Бициклизам у Београду
Бициклизам је један од савремених спортова који је у Београду међу првима стекао већу полуларност. За њега је у прво време усвојен француски назив „велосипедски спорт“, што говори да је у ове крајеве пренесен из западних земаља.

## Историја

### Бициклизам до 1914.
Крајем 1884. основано је Прво српско велосипедско друштво које је 23. децембра исте године донело своје „Штатуте“. У њима је био постављен и задатак: „Циљ је Друштва је распросторање добрих мисли у публици о велосипеду и практично показивање врлина његових, правећи на њему разне излете, шетње, забаве, трке, као и уопште ширење велосипедског спорта свим дозвољеним средствима“
Нарочите заслуге за пропаганду имао је председник Друштва трговац Милорад Терзибашић који је 8. јануара 1887. покренуо и издавао девет бројева месечног листа „Велосипедски лист“, који је уједно био и први спортски лист покренут у Србији.
Бицикли су увожени из Аустрије (Swift) и Угрске (Adria), па су произвођачи били заинтересовани за тржиште у Србији. Бициклизам је као спорт у почетку стекао велике приврженике у новинарина : браћа Дарко и Владислав Рибникар, Светолик Савић и др., што још више доприноси његовој пропаганди. За потребе бициклизма изграђена су два примитивна „велодрома“, један на месту данашњег парка преко пута Дома војске, а други недалеко од Вазнесењске цркве у данашњој улици Краљице Наталије (Народног фронта).
У почетку су се више приређивале пропагандне вожње, него што се такмичило. У томе су предњачили др. Ђорђе Нешић, касније професор Универзитета и академик, који је обишао више крајева Србије и члан драме Народног позоришта Љубомир Станојевић који је бициклом направио туру Београд—Цетиње—Београд.
Тек после десет година приређиване су трке, међу којима и првенство Београда 2. јуна 1896. године на стази "Лондон"—Топчидер (14 километара), где је између 14 такмичара био најбољи Светолик Савић, књижар и сарадник „Малог журнала“. Он је представљао српске бициклисте и на јужнословенским тркама у Загребу 21. јуна 1896, на којем су учествовали и бициклисти из Загреба, Љубљане, Осијека и Вараждина. Савић је био први на 3.000, други на 1.000, а четврти на 10.000 метара.
Прво првенство Србије одржано је 5. октобра 1897. на релацији Београд—Смедерево—Београд (92 км). Стартовало је 10 такмичара, међу којима је био и Дубровчанин Марко Цар, касније угледан књижевник. Победио је Херцеговац Ђорђе Попара, који је овај спорт упознао у Трсту и при доласку у Београд је донео и бицикл. Попара је стазу прешао за 5 часова, 13 минута и 32 секенда. Други је био Светолик Савић, а трећи Владислав Рибникар. Попара је победио и 1898. на истој стази, али са много бољим временом: 4 сата, 36 минута и 56 секунда.
Током 1897. и 1898. Савић се такмичио на више трка у Великом Бечкереку, Темишвару и Печују и др, такмичећи се са најбољим бициклистима Аустрије и Угарске. Међутим 24. јула 1898. Савић је дисквалификован у Темишвару, зато што је на тркама у Загребу примио новчану награду, а од фирме „Adria“ на поклон два бицикла.
Године 1898. и 1899. приређиване су и трке у Београду. Дарко Рибникар је био први у међународној трци веласипедиста одржаној 20. септембра 1899. године у Великом Бечкереку. У Панчеву су 1. октобра 1899. одржане трке на којима су трумфовали београдски бициклисти. Дарко Рибникар је био први на 2.000 и 4.000 м, Светолик Савић други на 4.000 и 10.000 м, а са Рибникаром први у вожњи тандемом на 3.000 м. Тиме је бициклизам у Београду, а и у Србији међу првима стекао велику популарност. Септембра 1900. године на великој међународној трци "велосипедиста" у Љубљани победио је Дарко Рибникар из Србије.
Из предратног периода занимљиво је поменути „пут око света“ Милорада Рајчевића који је 1910-1911. године обишао већи број држава бициклом, о чему је Мали журнал редовно извештавао.

## Бициклизам између два рата
Иако су му почеци везани за крај XIX века, бициклизам је у првим годинама после Првог светског рата тешко крчио пут међу нови спортовима. Најозбиљнији покушај је учињен тек 1929. оснивања Бициклистичког клуба Авала, као секције Београског Мото-клуба, а 1935. основан је и клуб Фортуна. Своје бициклистичке секције имали су Спортска друштва БСК и Југославија, а касније се појавио и Јадран и секција трговачке куће „Митић“. Било је око 150 бициклиста, који су возили мање трке, углавном по граду као Трка око Дорћола и до ближе околине Младеновца, Обреновца и Новог Сада јер су путеви били рђави.

## Бициклизам у Београду после рата
Бициклистички спорт после Другог светског рата је имао и високе успоне, али и падове. Порастом механизације (мото и аутомобилизам) бициклизам је запао у кризу. 
После ослобођења, почело је добро, па је Београд (на игралишту Радничког на Дорћолу) добио и бетонску писту. При ауто-батаљону Прве армије ЈА основана је бициклистичка чета, која је од 26. августа до 9. септембра 1945. учествовала на трци Трст—Варна. Од најбољих возача ЈА образован је Бициклистички клуб Партизан, а своје клубове су основали и Милиционар, Металац (касније ОСД Београд) и од раније Авала. Њихови возачи: Александар Зорић (Металац), Милан Јагодић (Милиционар), Милан Поредски (Партизан), као екипа Пертизана са Веселином Петровићем у почетку су Београду обезбедили водеће место у југословенмском бициклизму. Они су освајали државна првенства и представљали Југославију на великим тркама у земљи и иностранству.